# Anh giáo

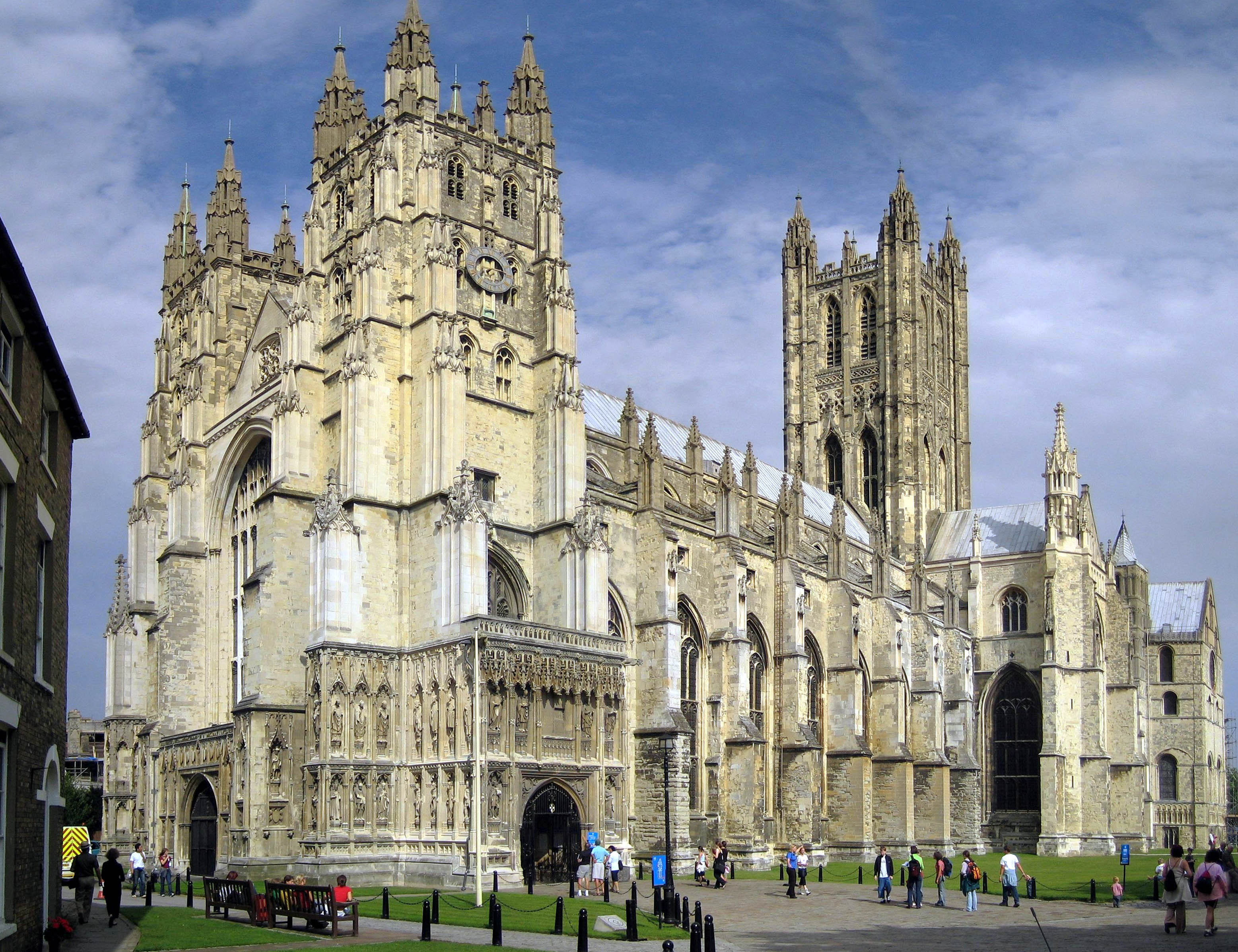
Nhà thờ chính tòa Canterbury, Tổng Giám mục Canterbury là nhà lãnh đạo danh dự của Cộng đồng Anh giáo.

Anh giáo là một truyền thống Kitô giáo Tây phương bao gồm những giáo hội có mối quan hệ lịch sử với Giáo hội Anh, phần lớn là thành viên Khối hiệp thông Anh giáo.
Đức tin Anh giáo lập nền trên Kinh Thánh, truyền thống của các sứ đồ, quyền kế thừa các sứ đồ, và các giáo phụ tiên khởi. Anh giáo là một trong những hệ phái thuộc Cơ Đốc giáo phương Tây, tuyên bố độc lập với Giáo hoàng Rô-ma vào thời điểm xác lập Định chế Tôn giáo thời Elizabeth. Trong số những bản tuyên tín của Anh giáo vào giữa thế kỷ 16 có nhiều điều khoản tương tự với những xác tín của cuộc Cải cách Kháng nghị. Những cải cách của Giáo hội Anh - định hướng bởi Tổng Giám mục Cantebury, Thomas Cranmer – theo lập trường trung dung giữa hai khuynh hướng cải cách khởi xướng bởi hai nhà cải cách Martin Luther và Jean Calvin. Đến cuối thế kỷ 16, việc giáo hội duy trì thể chế Giám mục cùng nhiều nghi thức truyền thống đã gây bất bình cho những người chủ trương xây dựng giáo hội trên nền thần học Kháng Cách.
Trong nửa đầu thế kỷ 17, qua nỗ lực của những nhà thần học Anh giáo, Giáo hội Anh và các giáo hội liên quan ở Ireland và những khu định cư ở Mỹ thuộc Anh thể hiện một tín ngưỡng Cơ Đốc theo lập trường trung dung trong thần học, cơ cấu tổ chức, và nghi thức thờ phụng, giữa truyền thống Kháng Cách và truyền thống Công giáo – quan điểm này đã tạo ảnh hưởng sâu đậm trên bản sắc Anh giáo.
Sau Cách mạng Mỹ, các giáo đoàn Anh giáo tại Hoa Kỳ và Canada thiết lập những giáo hội tự trị với các Giám mục của chính họ, và xây dựng một thể chế tự trị. Về sau, qua sự mở rộng của Đế chế Anh và qua các hoạt động truyền giáo, thể chế này đã trở thành hình mẫu cho các giáo hội tân lập ở châu Phi, châu Đại dương, New Guinea, và khu vực Thái Bình Dương.
Cho đến nay, sự khác biệt giữa hai khuynh hướng Kháng Cách và Công giáo bên trong truyền thống Anh giáo vẫn tiếp tục là một vấn đề gây tranh luận trong các giáo hội thành viên và trên quy mô Cộng đồng Anh giáo. Tuy nhiên, có một truyền thống đặc trưng của Anh giáo đã giúp kết nối các tín hữu trong cộng đồng Anh giáo trải qua nhiều thế kỷ là Sách Cầu nguyện chung, tuyển tập giáo nghi được phổ biến trong hầu hết các giáo hội thuộc Anh giáo suốt nhiều thế kỷ.

## Khởi nguồn

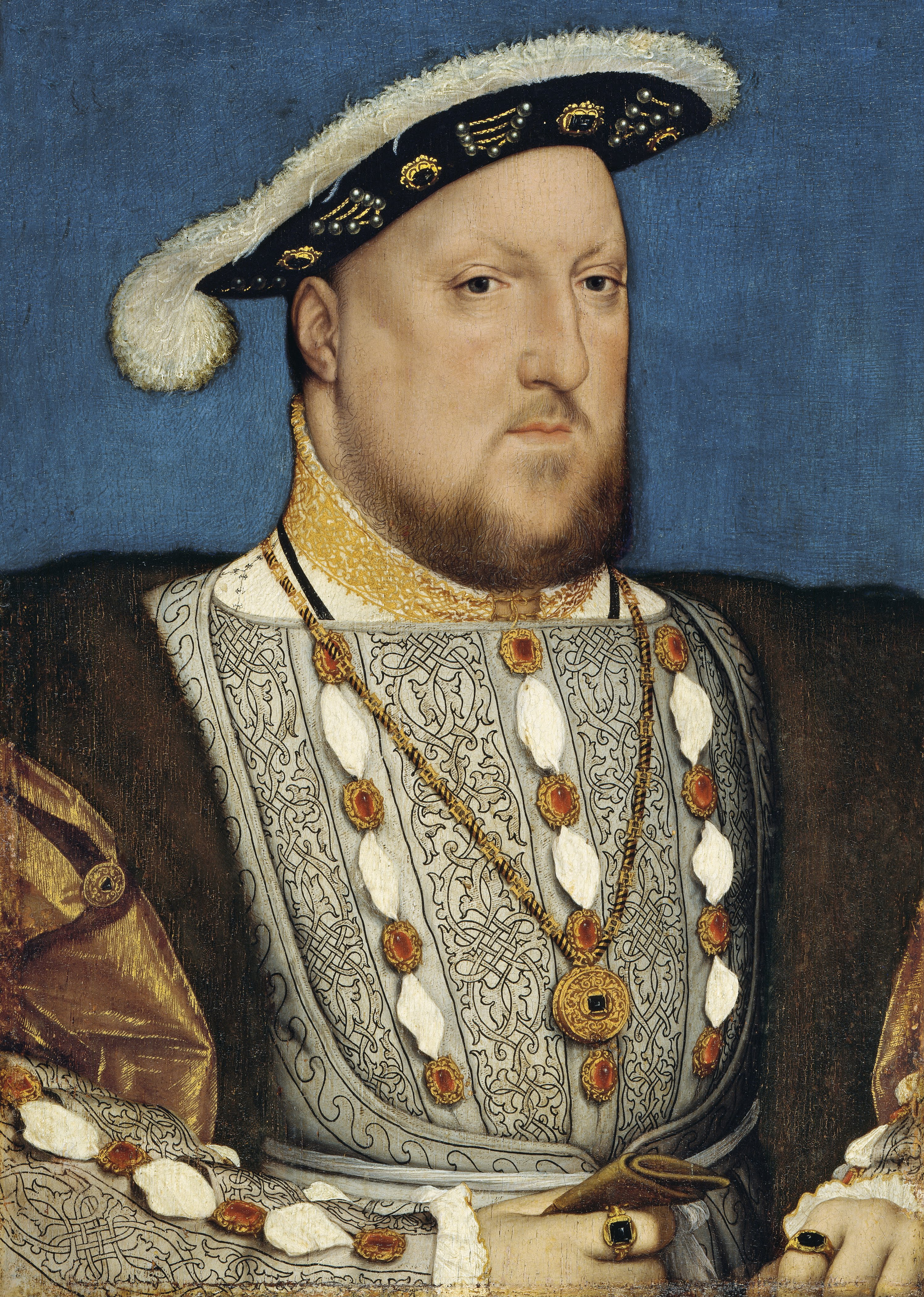
Henry VIII.

Trong khi tín hữu Anh giáo thừa nhận cuộc ly giáo dưới triều Henry VIII (1509-1547) là nhân tố khai sinh Giáo hội Anh như một thực thể độc lập, họ nhấn mạnh đến tính liên tục của giáo hội từ trước cuộc Cải cách Kháng nghị. Bộ máy tổ chức của giáo hội đã được thiết lập tại Hội nghị Herford năm 673, khi các Giám mục Anh lần đầu tiên cùng làm việc trong một thể chế, dưới quyền lãnh đạo của Tổng Giám mục thành Canterbury. Kể từ Định chế tôn giáo thời Elizabeth I (1558-1603), Giáo hội Anh thừa hưởng di sản từ cả Công giáo và Kháng Cách, với quân vương nước Anh được đặt vào vị trí đứng đầu giáo hội. Tuy nhiên, vua nước Anh không có vai trò nào trong các giáo hội thuộc cộng đồng Anh giáo tại các quốc gia khác trên thế giới.
Cuộc cải cách tại Anh khởi đầu với những mục tiêu chính trị của vua Henry VIII. Nhà vua muốn tiêu hôn (xóa bỏ cuộc hôn nân) với vợ là Catalina của Aragón để kết hôn chính thức với Anne Boleyn, với lý do là vương hậu không có vương tử để thừa kế ngai vàng, nhưng Giáo hoàng Clement VII từ khước. Cùng lúc, nhà vua nhận thấy sự cần thiết và những lợi ích chính trị và kinh tế khi ly khai khỏi Công giáo Rô-ma và thành lập Giáo hội Anh mà nhà vua là người đứng đầu giáo hội. Đạo luật Quyền Tối thượng năm 1534 tuyên bố vua Henry VIII là "Lãnh đạo Tối cao duy nhất trên đất" của Giáo hội Anh. Các đạo luật khác như luật giải thể tu viện năm 1542 mang một số lượng lớn các loại tài sản của tu viện Công giáo vào tay nhà vua, rồi sau đó vào tay các nhà quý tộc. Điều này tạo nên các nguồn vật chất lớn lao hỗ trợ cho giáo hội mới vừa độc lập trên lãnh thổ nước Anh, dưới quyền cai trị của một quân vương. 

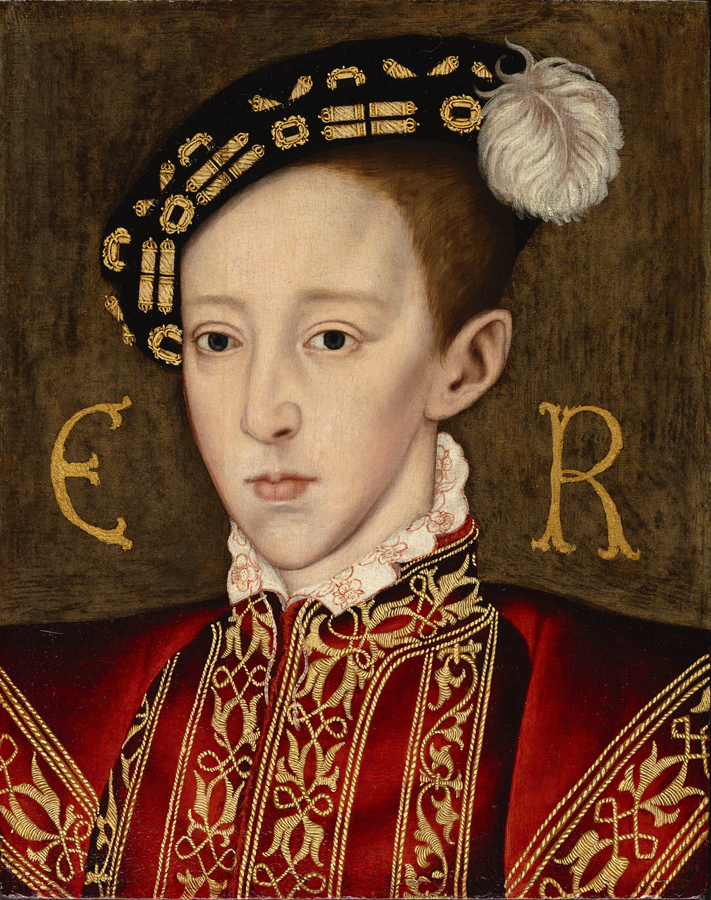
Edward VI.

Tuy nhiên, người thiết lập nền thần học đặc thù cho Anh giáo là Tổng Giám mục Canterbury Thomas Cranmer với sự tiếp bước của Richard Hooker và Lancelot Andrewes. Cranmer được hưởng nền giáo dục tại Âu châu lục địa, chịu ảnh hưởng tư tưởng cải cách, và vì vậy, mặc dù là một linh mục, ông đã kết hôn. Bởi vì Cranmer và các nhà lãnh đạo khác của Giáo hội Anh được tấn phong bởi các Giám mục theo quyền kế thừa các sứ đồ, các vị này lại truyền chức cho những linh mục khác, Anh giáo được xem là vẫn duy trì quyền kế thừa các sứ đồ.
Trong thời trị vì ngắn ngủi của vua Edward VI, con trai của Henry, Cranmer đã thành công đáng kể trong nỗ lực đem Giáo hội Anh đến gần với lập trường Thần học Calvin. "Sách Cầu nguyện chung" ra đời trong thời gian này. Tuy nhiên, cuộc Cải cách bị đảo ngược đột ngột khi Mary I lên ngôi nữ vương sau cái chết của em mình (Edward VI). Chỉ đến thời trị vì của Nữ vương Elizabeth I (1558-1603), Giáo hội Anh mới được xác lập như là một giáo hội cải cách.

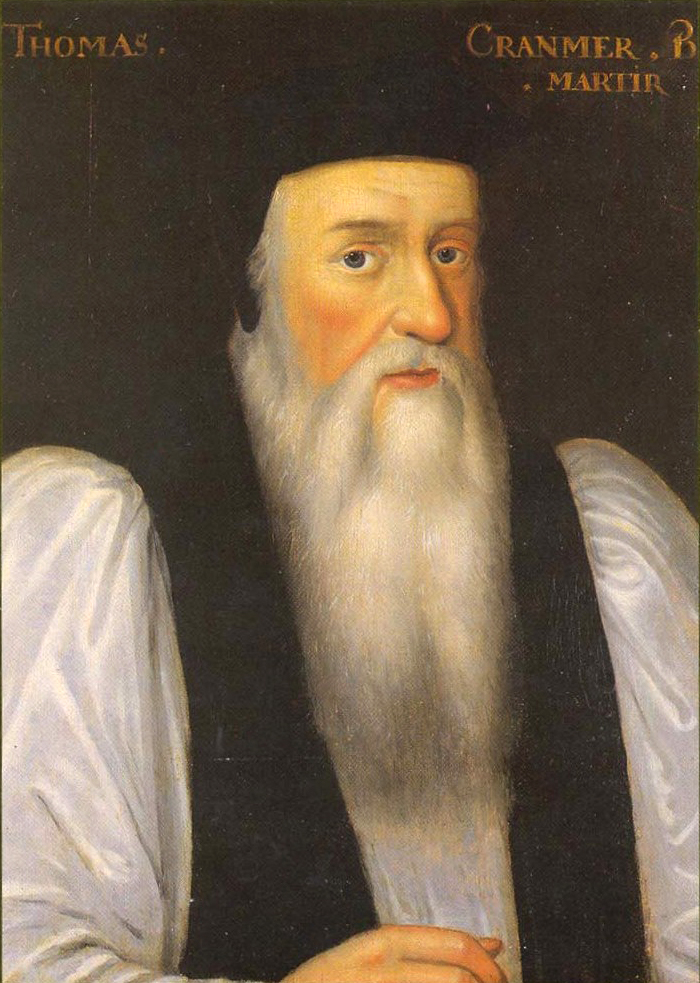
Thomas Cranmer.

Trong thế kỷ 16, tôn giáo đóng vai trò quan trọng như là một nhân tố nối kết toàn thể xã hội. Những bất đồng tôn giáo chắc chắn sẽ dẫn đến những bất ổn xã hội, những âm mưu thông đồng và cầu viện binh lực nước ngoài để lũng đoạn triều chính hay lật đổ ngai vàng. Giải pháp của Elizabeth I nhằm giải quyết các bất đồng tôn giáo mà không cần đổ máu là xác lập một định chế giáo hội với nghi thức thờ phụng sao cho mọi người đều có thể dự phần, với một hệ thống thần học có thể bảo đảm sự đồng thuận của các khuynh hướng khác nhau về cung cách luận giải Kinh Thánh. Do đó, cần có sự bao dung cho nhiều quan điểm dị biệt và cần xem chúng là hợp pháp. Trong khi phần lớn dân chúng tỏ ra muốn đồng hành với thiết chế tôn giáo này, những nhóm cực đoan ở hai thái cực thần học không chấp nhận, và những rạn nứt bắt đầu xuất hiện bên trên bề mặt của sự hiệp nhất tôn giáo tại Anh.
Trong thế kỷ kế tiếp, có những dịch chuyển quan trọng hoặc về phía phong trào Thanh giáo hoặc về phía các trào lưu thiên về Công giáo. Cần nên biết rằng vào thời ấy, khái niệm về quyền tự do tôn giáo là không thể chấp nhận, vì vậy, cũng dễ hiểu khi mục tiêu của các nhóm đấu tranh là làm thế nào để kiểm soát giáo hội chứ không phải để được hưởng quyền tự do tôn giáo. Theo tiêu chuẩn của Âu châu lục địa, mức độ bạo động tôn giáo tại Anh tuy không cao, nhưng cũng đủ làm mất mạng một quân vương (Charles I) và một Tổng Giám mục Canterbury (William Laud). Kết quả sau cùng của cuộc chính biến phục hồi vương quyền của Charles II là nỗ lực trở lại các lý tưởng thời kỳ Elizabeth I. Tóm lại, trong giai đoạn này, đa số cư dân tại Anh chọn lựa con đường trung dung, còn đứng tại hai cực đối nghịch nhau là các nhóm Công giáo Rô-ma và Thanh giáo, mỗi nhóm đều đủ mạnh để tự bảo vệ mình khỏi bị nuốt chửng bởi nhóm kia, và đủ khôn ngoan để có thể tồn tại bên ngoài giáo hội thay vì tìm cách kiểm soát giáo hội. Cuộc cải cách tại Anh được xem là hoàn tất vào thời điểm này.
Mặc dù thiết chế Elizabeth I đã không giành được sự đồng thuận của toàn thể dân Anh thời đó, Anh giáo hiện nay đang phát triển tại nhiều nơi trên thế giới, một thành quả vượt quá mọi sự mong đợi của mọi tín hữu Anh giáo thế kỷ 16 và 17.

## Thần học

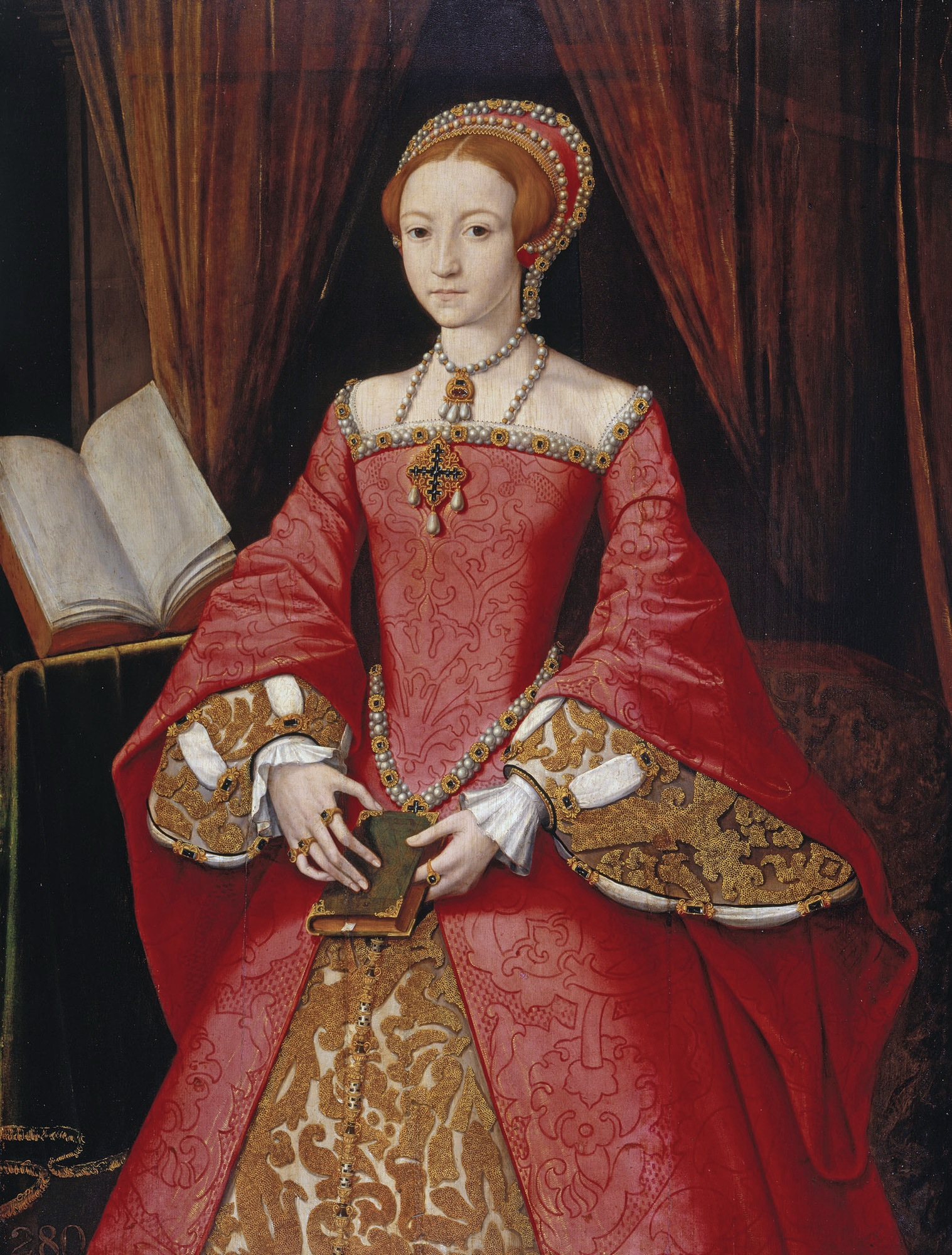
Elizabeth I.

### Trung dung
Quyết định của Henry VIII ly khai khỏi Công giáo Rô-ma khởi phát từ những tranh chấp về thẩm quyền và những lợi ích – nhất là do lập trường của Vương quyền tin rằng các giáo hội quốc gia phải có quyền tự trị - chứ không dính líu gì đến những bất đồng về thần học. Tuy nhiên, từ thời trị vì của Edward VI, và nhất là từ lúc Định chế Tôn giáo thời Elizabeth ra đời, nỗ lực kiến tạo một giáo hội quốc gia vẫn tiếp nối truyền thống đồng thời chấp nhận một số luận điểm thần học và giáo nghi của những nhà cải cách đã giúp hình thành Anh giáo, một cộng đồng các giáo hội với những nét đặc thù bên trong thế giới Cơ Đốc giáo.
Sự phân biệt giữa Cải cách và Công giáo, cũng như sự chọn lựa giữa hai truyền thống luôn là vấn đề gây tranh cãi bên trong các giáo hội thành viên và giữa các giáo hội thuộc Cộng đồng Anh giáo. Kể từ khi Phong trào Oxford khởi phát giữa thế kỷ 19, nhiều giáo hội thuộc Cộng đồng Anh giáo khởi sự phục hồi các nghi thức và mục vụ tương tự với Công giáo Rô-ma. Suốt thế kỷ qua, trong khi những người Công giáo Anh có khuynh hướng chú trọng đến nghi lễ và nếp cũ, thì những người Anh giáo Phúc âm vẫn tiếp tục duy trì đức tin và sống đạo phù hợp với khuynh hướng Cải cách.

### Nguyên tắc định hướng

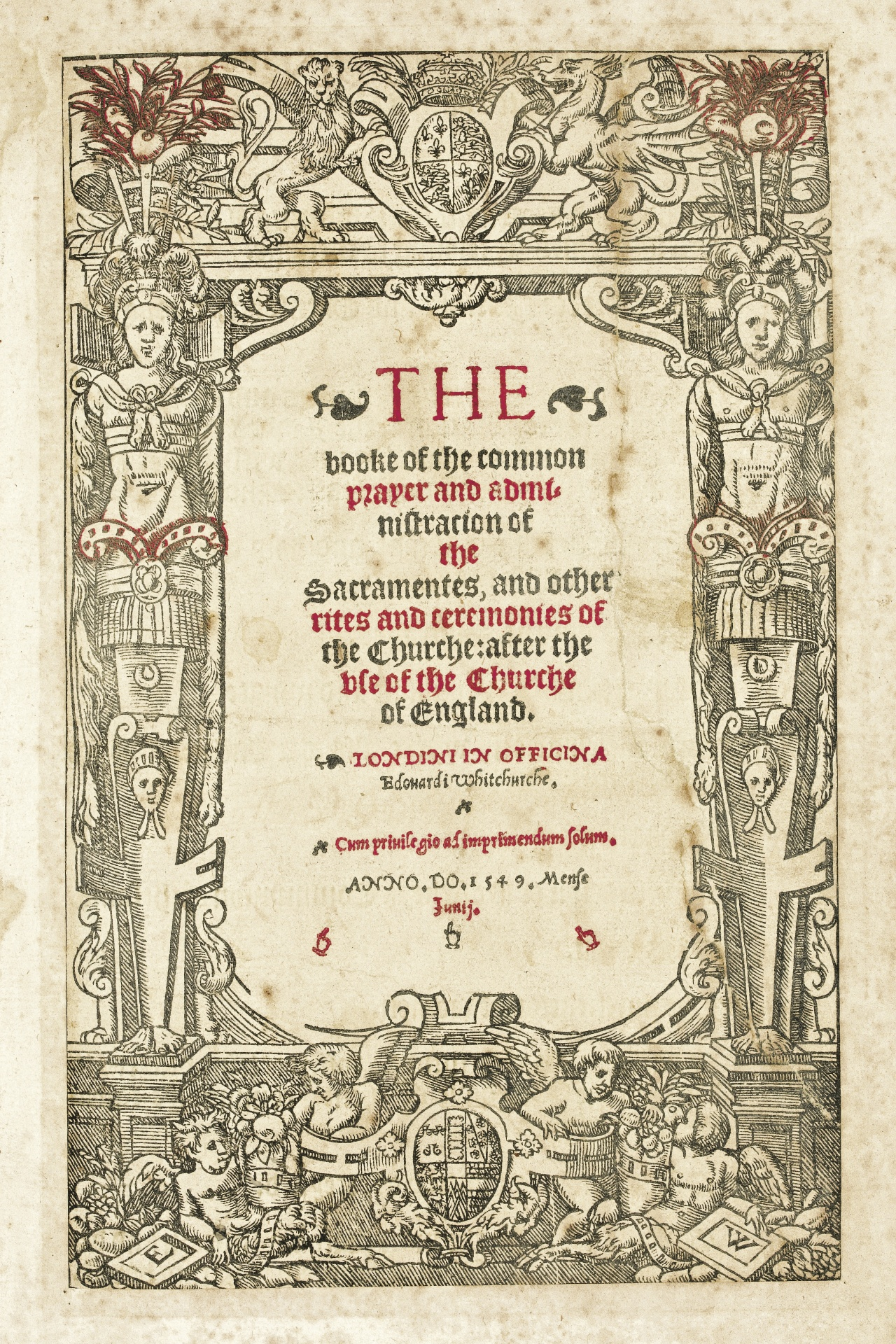
Sách Cầu nguyện chung năm 1549.

Đối với nhóm "Thượng giáo hội" (Công giáo Anh), nền thần học của họ không được xác lập bởi Quyền Giáo huấn của giáo hội (như Công giáo Rô-ma), hoặc từ một nhà thần học khai sáng (như Thần học Calvin), cũng không lập nền trên những bản tín điều (như Giáo hội Luther). Đối với họ, văn kiện thần học Anh giáo nguyên thủy là "Sách Cầu nguyện chung", mà họ xem là sự thể hiện một tư duy thần học sâu sắc đi cùng với tinh thần hòa giải và bao dung. Lex orandi, lex credenda ("Luật của sự cầu nguyện chính là luật của đức tin"). Bao hàm trong sách cầu nguyện là những nguyên lý của thần học Anh giáo: Bản Tín điều các Sứ đồ, bản Tín điều Nicene, và bản Tín điều Athanasian (dù bản tín điều này không còn được sử dụng rộng rãi), Kinh Thánh (qua nghi thức đọc Kinh Thánh trong lễ thờ phượng), các thánh lễ, cầu nguyện hằng ngày, sách dạy giáo lý, và quyền kế thừa các sứ đồ. Trong khi đó, đối với những người "Hạ giáo hội" (Anh giáo Tin Lành), bản "Ba mươi chín Tín điều" theo khuynh hướng Cải cách là nền tảng hình thành nền thần học của họ. Trải qua nhiều thế kỷ, hai khuynh hướng này được chấp nhận trong tinh thần cộng sinh bên trong Cộng đồng Anh giáo.
Ban đầu, bản "Ba mươi chín Tín điều" giữ vị trí quan trọng trong thần học và sống đạo Anh giáo. Từ năm 1604, tất cả chức sắc Anh giáo phải tuyên bố tuân giữ bản tín điều này. Ngày nay, bản tín điều chỉ còn được xem là một văn kiện lịch sử, dù từng có thời là nhân tố chủ chốt trong việc định hình bản sắc Anh giáo. Các tín điều được nhìn nhận từ những góc độ khác nhau. Lấy thí dụ, khi xem xét giáo lý xưng công chính, những người Công giáo Anh cho rằng cần có đức tin, việc lành, và các thánh lễ; còn người theo khuynh hướng Tin Lành tin rằng chỉ có đức tin vào Chúa Giê-xu chúng ta có thể nhận lãnh sự tha thứ của Thiên Chúa, và việc lành là hệ quả tất yếu của một con người đã được thay đổi bởi ân điển. 

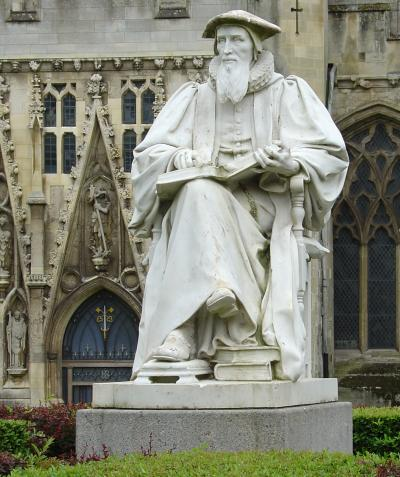
Tượng Richard Hooker trước Nhà thờ chính tòa Exeter.

Tuy nhiên, giáo huấn nổi bật nhất của bản tín điều thể hiện ở Điều VI về "sự trọn vẹn của Kinh Thánh", tuyên bố rằng Kinh Thánh chứa đựng mọi điều cần thiết cho sự cứu rỗi: vì vậy bất cứ điều gì không được viết, không được chứng thực trong Kinh Thánh, thì không ai có nghĩa vụ phải tin như là một phần của Đức tin, hoặc phải xem đó là cần thiết cho sự cứu rỗi. Điều VI đã có ảnh hưởng trên sự luận giải và giảng luận Kinh Thánh của Anh giáo từ lúc ban đầu cho đến nay.
Anh giáo cũng công nhận thẩm quyền của "những nhà thần học chuẩn mực". Sau Thomas Cranmer, nhà thần học có nhiều ảnh hưởng nhất là Richard Hooker, từ sau năm 1660, ông được xem là "cha đẻ" của tinh thần Anh giáo. Theo Hooker, thẩm quyền của Anh giáo đến từ Kinh Thánh, được thông hiểu bởi lý trí (sự thông tuệ và trải nghiệm đối với Thiên Chúa), và truyền thống (những thông lệ và xác tín của giáo hội), đã tạo ảnh hưởng trên Anh giáo hơn bất cứ truyền thống nào khác. Cần nên biết giáo huấn "kiềng ba chân" (Kinh Thánh, lý trí, và truyền thống) thường gán cho Hooker là không đúng. Theo Hooker, Kinh Thánh là nền tảng và là đứng đầu trong trật tự thẩm quyền, rồi mới đến lý trí và truyền thống, hai điều này dù quan trọng nhưng chỉ là thứ yếu, nếu so với Kinh Thánh.
Sự phát triển của Anh giáo đến nhiều xứ sở không nói tiếng Anh, sự đa dạng của sách cầu nguyện, và sự quan tâm ngày càng lớn trong nỗ lực đối thoại với các giáo hội khác, đã dẫn đến sự xem xét lại những giá trị của bản sắc Anh giáo. Nhiều tín hữu Anh giáo xem "Bốn Luận điểm" được thông qua tại Hội nghị Lambeth năm 1888 là "nền tảng và tối cần thiết" cho bản sắc Anh giáo. Nói tóm tắt, Bốn Luận điểm này là Kinh Thánh, chứa đựng mọi điều cần thiết cho sự cứu rỗi; các Tín điều (đặc biệt là Tín điều các Sứ đồ và Tín điều Nicene), là bản tuyên ngôn đầy đủ cho đức tin Cơ Đốc; hai thánh lễ Báp têm và Tiệc Thánh; và quyền kế thừa các Sứ đồ.

## Thể chế
Trái với những gì người ta thường nghĩ, Quân chủ Anh Quốc không phải là "đầu" của giáo hội, mà theo luật là "Lãnh đạo tối cao" của Giáo hội Anh, vua Anh không có vị trí nào trong các giáo hội ngoài nước Anh. Vai trò của vương quyền Anh bị giới hạn vào việc bổ nhiệm các Giám mục, kể cả Tổng Giám mục Canterbury; ngay cả như thế, chính phủ cũng chỉ được giao cho một danh sách đã được chọn lọc trước. Quy trình này luôn cần có sự hợp tác và đồng thuận từ các đại diện của giáo hội.
Một đặc điểm khác của Anh giáo là không có một thẩm quyền toàn cầu nào được công nhận. Toàn bộ ba mươi tám khu vực của Cộng đồng Anh giáo (Anglican Communion) đều tự trị, mỗi khu vực tự chọn thể chế và giới lãnh đạo cho mình. Các khu vực này có thể chọn mô hình giáo hội quốc gia (như Canada, Uganda, hoặc Nhật Bản), hoặc một nhóm các quốc gia (như Tây Ấn, Trung Phi, hoặc Nam Á), hoặc theo đặc điểm địa dư (như Vanuatu và Quần đảo Solomon), v..v... Trong các khu vực này là những giáo phận đặt dưới quyền lãnh đạo của tổng Giám mục. Tất cả các khu vực của Cộng đồng Anh giáo đều thành lập các giáo phận do Giám mục lãnh đạo. Giám mục được tấn phong theo quyền kế thừa các sứ đồ. Ngoài chức Giám mục còn có linh mục (tư tế) hoặc mục sư (đối với người theo khuynh hướng Tin Lành), và chấp sự. Không có quy định nào đòi hỏi sống độc thân, mặc dù có nhiều linh mục Công giáo Anh tự nguyện sống độc thân. Kể từ giữa thế kỷ 20, tại hầu hết các khu vực, phụ nữ được phong chức chấp sự, trong một số khu vực phụ nữ được nhận chức linh mục, và Giám mục.
Giáo hội Anh, giáo hội chính thức của xứ Anh Cát Lợi, được coi là "giáo hội mẹ" trong Cộng đồng Anh giáo. Thông qua sự mở rộng của Đế quốc Anh và các hoạt động truyền giáo, các giáo hội Anh giáo được thành lập ở nhiều quốc gia trên thế giới. Anh giáo tại một số nơi như Hoa Kỳ, Scotland được biết đến với tên là Giáo hội Giám nhiệm (Episcopal), từ tiếng Latinh episcopus, có nghĩa là "giám mục", có nguồn gốc từ tiếng Hy Lạp với ý nghĩa là người coi sóc, hay quản trị. Tên gọi này ngụ ý giáo hội được quản trị theo thể chế Giám mục. Mỗi giáo hội cấp quốc gia được đặt dưới quyền lãnh đạo của một Tổng Giám mục, hoặc Giám mục chủ tịch (Presiding Bishop) như trong trường hợp của Giáo hội Giám nhiệm Hoa Kỳ. Giáo hội quốc gia được chia thành các giáo phận, giữa hai cấp bậc này có thể còn có bậc trung gian nữa là giáo tỉnh, thường tương ứng với địa giới hành chính của các tiểu bang hoặc các tỉnh.
Các hội đồng của giáo hội được thiết lập trên ba cấp: hội đồng tín hữu (quy tụ những đại biểu từ các giáo sở), hội đồng chức sắc, và hội đồng Giám mục. Giáo phận, không phải giáo xứ, là đơn vị hạt nhân trong cấu trúc thẩm quyền của giáo hội.
Bắt đầu từ nửa sau thập niên 1970, do bất đồng với sự lan truyền của khuynh hướng tự do trong Cộng đồng Anh giáo, nhiều tín hữu đã rời bỏ khối hiệp thông này và thành lập các giáo hội mới với phong trào Anh giáo tiếp diễn (Continuing Anglican movement), tự xem mình là bảo lưu tính tông truyền, đức tin và thực hành Anh giáo truyền thống.

### Tổng Giám mục Canterbury

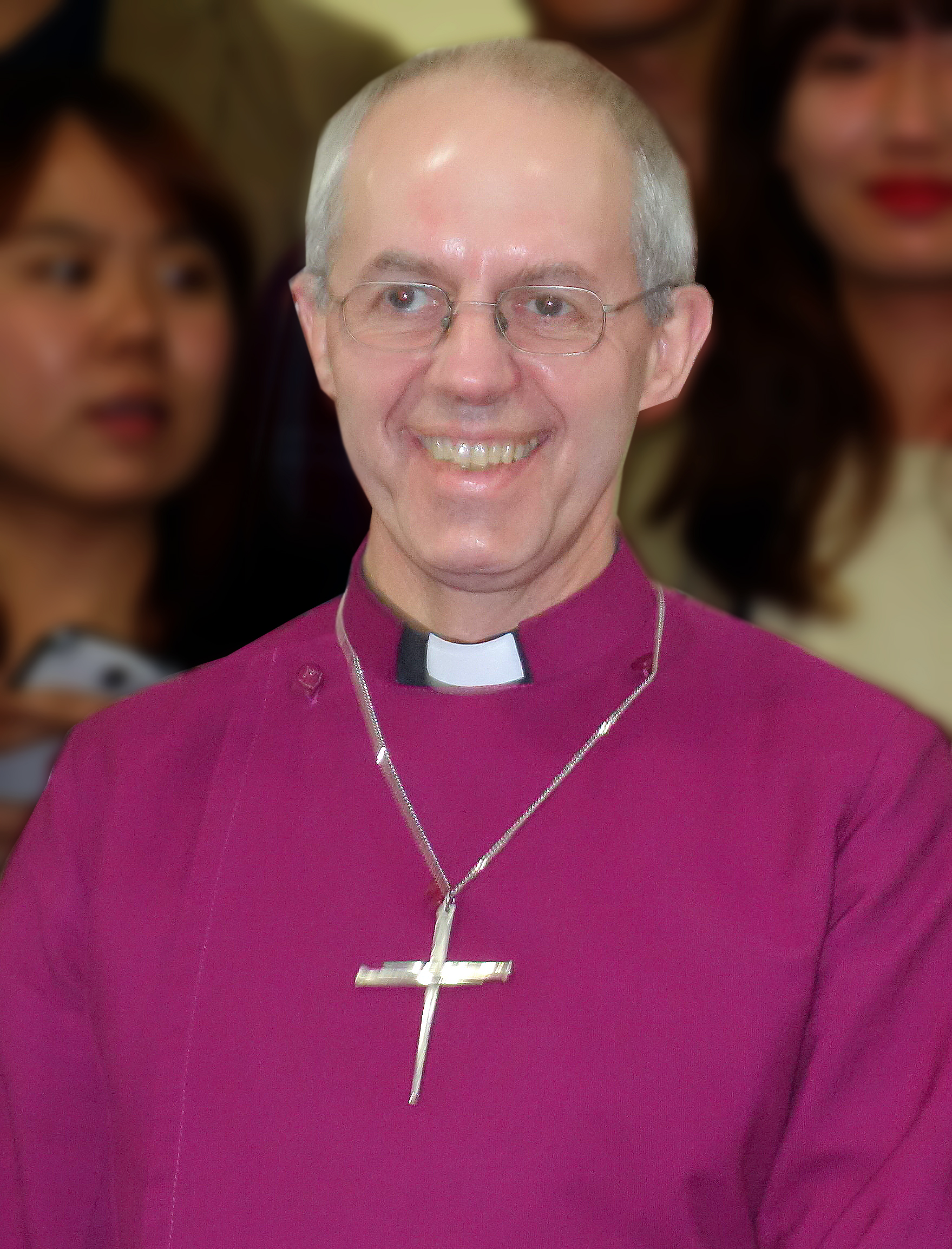
Justin Welby, Tổng Giám mục Canterbury thứ 105

Tổng Giám mục Canterbury giữ vị trí danh dự trong Cộng đồng Anh giáo. Giữa giới lãnh đạo của Cộng đồng, ông được nhìn nhận là primus inter pares (đứng đầu giữa những người bình đẳng), và không có quyền hạn nào đối với các khu vực bên ngoài nước Anh. Justin Welby trở thành Tổng Giám mục Canterbury thứ 105 vào lễ nhậm chức cử hành tại Nhà thờ chính tòa Canterbury ngày 21 tháng 3 năm 2013.
Tổng Giám mục Canterbury tổ chức và chủ tọa các Hội nghị Lambeth của Cộng đồng Anh giáo, ông là người quyết định danh sách các Giám mục được mời tham dự Hội nghị. Ông cũng chủ tọa những Tọa đàm Lãnh đạo Cộng đồng Anh giáo (những buổi gặp mặt giữa những người đứng đầu các giáo hội thành viên). Ông cũng đảm nhiệm chức vụ chủ tịch ban thư ký của Văn phòng Cộng đồng Anh giáo, và Hội đồng Tư vấn Anh giáo.

### Các hội nghị
Cộng đồng Anh giáo không có thẩm quyền toàn cầu. Tất cả các tổ chức quốc tế của cộng đồng chỉ có chức trách tư vấn và hợp tác, những nghị quyết của các tổ chức này không có giá trị ràng buộc pháp lý đối với các giáo hội thành viên. Hiện có ba tổ chức chính của Cộng đồng:
- Hội nghị Lambeth là tổ chức tư vấn quốc tế lâu đời nhất của Cộng đồng. Lần đầu tiên được Tổng Giám mục Longley triệu tập năm 1867 như là một diễn đàn để các Giám mục trong Cộng đồng "thảo luận về những lợi ích thiết thực, và công bố điều chúng tôi xem là những nghị quyết thích hợp định hướng cho những hoạt động của chúng ta trong tương lai." Từ đó, Hội nghị Lambeth được tổ chức mười năm một lần.
- Hội nghị Lambeth năm 1968 quyết định thành lập Hội đồng Tư vấn Anh giáo. Được triệu tập hai năm một lần, Hội đồng có các đại biểu là Giám mục, mục sư, và tín hữu được chọn lựa từ 38 khu vực. Hội đồng có ban thư ký thường trực, Văn phòng Cộng đồng Anh giáo, mà Tổng Giám mục Canterbury là chủ tịch.
- Tọa đàm Lãnh đạo Anh giáo là diễn đàn quốc tế dành cho những người đứng đầu các khu vực. Thành lập năm 1978 bởi Tổng Giám mục Donald Coggan như là một dịp tiện để "đàm đạo, cầu nguyện, và thảo luận sâu".[2]

## Truyền giáo

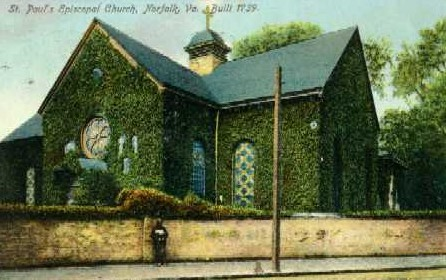
Nhà thờ Giám nhiệm St Paul ở Norfolk, Virginia, xây dựng năm 1739.

Đến năm 2011, số tín hữu Anh giáo trên thế giới ước tính khoảng 85 triệu người. Trong hai thập niên qua, 11 khu vực ở châu Phi chứng kiến sự tăng trưởng bộc phát. Hiện ở đây có 36, 7 triệu tín hữu Anh giáo, đông hơn ở nước Anh với 26 triệu thuộc viên. Tại hầu hết các quốc gia công nghiệp, số tín hữu liên tục sút giảm kể từ thế kỷ 19.
Từ thế kỷ 17, Giáo hội Anh vẫn là một giáo hội hoạt động tích cực trong lĩnh vực truyền giáo khi họ tìm đến những khu định cư được thiết lập ở Mỹ, Úc, Canada, New Zealand, và Nam Phi để thành lập các giáo sở. Từ năm 1578, lễ Tiệc Thánh đã được cử hành ở Bắc Cực khi tuyên úy Anh giáo Robert Wolfall cùng đi với đoàn thám hiểm của Martin Frobisher đặt chân đến đây.
Nhà thờ Anh giáo đầu tiên được xây dựng ở châu Mỹ là tại Jamestown,Virginia, năm 1607. Đến thế kỷ 18, những nhà thờ Anh giáo xuất hiện tại châu Á, châu Phi, và Mỹ Latinh.
Các tổ chức truyền giáo của Giáo hội Anh, đầu tiên là Hội Quảng bá Kiến thức Cơ Đốc (SPCK) thành lập năm 1698, trong năm 1701 là Hội Truyền bá Phúc âm ở hải ngoại (CCPAS), và Hội Truyền giáo Giáo hội (CMS) năm 1799.
Thế kỷ 19 chứng kiến sự ra đời của Hội truyền giáo cho Thủy thủ (1856), Liên minh các bà mẹ (1876), và Đạo quân Hội thánh (1882) chủ trương truyền bá phúc âm bằng phương pháp cá nhân chứng đạo. Sang thế kỷ 20, Giáo hội Anh phát triển những hình thức truyền bá phúc âm mới như Alpha Course (1990) khởi phát từ Nhà thờ Trinity Brompton tại Luân Đôn. Đến thế kỷ 21, có những nỗ lực tiếp cận với giới thanh niên và thiếu nhi.

## Giáo phận Sydney

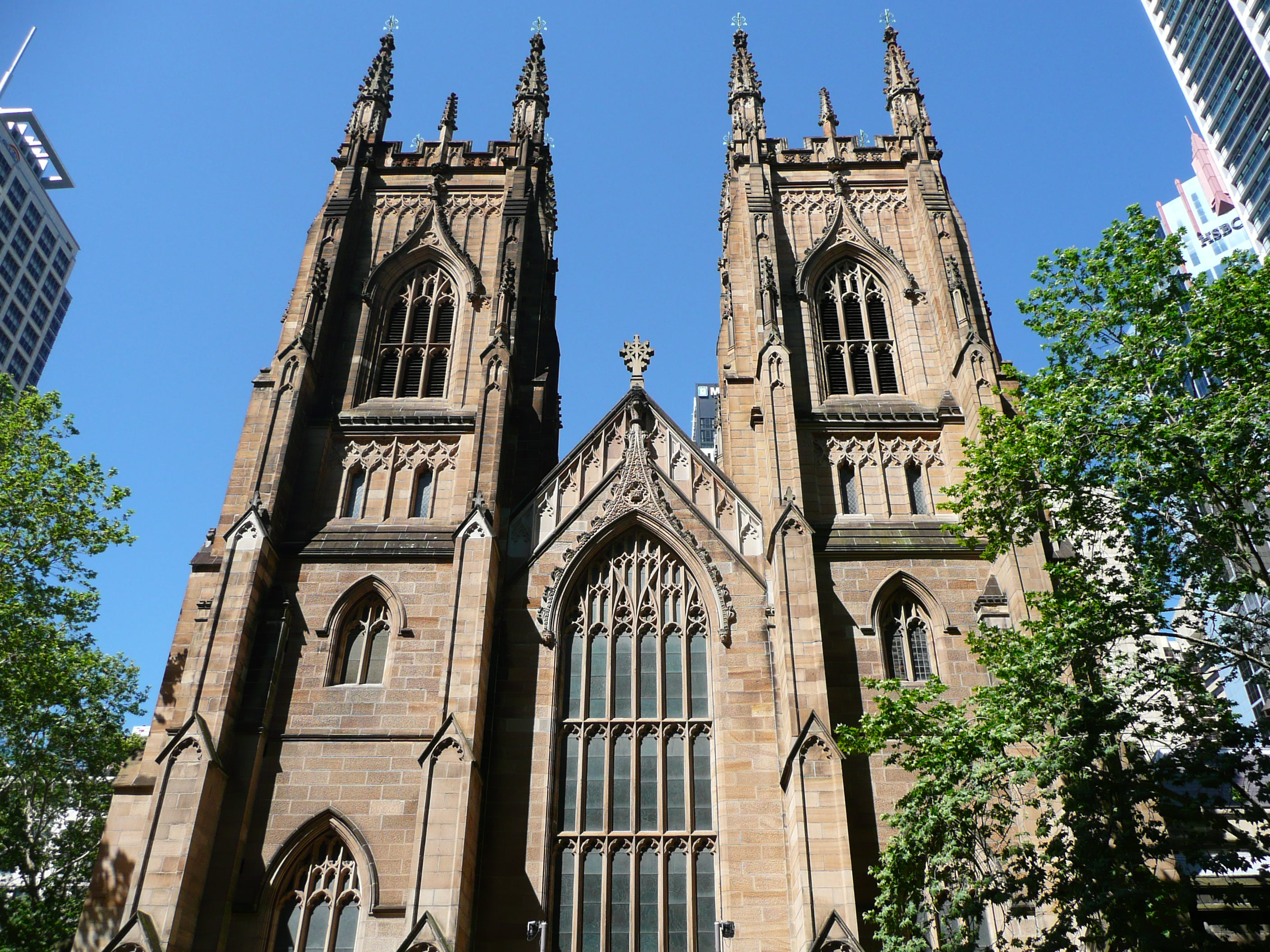
Nhà thờ chính tòa St Andrew, Sydney, Úc.

Giáo phận Sydney thuộc Giáo hội Anh giáo Úc - khoảng 50% tín hữu Anh giáo ở Úc thuộc giáo phận này - thành lập năm 1836 với William Grant Broughton là Giám mục đầu tiên. Được xem là một hiện tượng đặc biệt trong Cộng đồng Anh giáo, Giáo phận Sydney chấp nhận truyền thống Cải cách và Thanh giáo, với niềm xác tín rằng họ đang bảo vệ những giá trị nguyên thủy của cuộc Cải cách Anh khởi phát từ thế kỷ 16. Anh giáo Sydney tin rằng thẩm quyền và sự soi dẫn của Kinh Thánh đã được thể hiện trong bản tuyên tín của Anh giáo gọi là bản "Ba mươi chín Tín điều".

### Thể chế
Về thể chế, Anh giáo Sydney nhấn mạnh đến vị trí của các giáo đoàn địa phương. Họ tin rằng vâng theo lời Chúa dạy, con dân Ngài nhóm lại để lắng nghe, luận giải, suy gẫm, và đáp ứng đối với Lời Chúa. Tín hữu có quan hệ mật thiết với giáo đoàn địa phương thay vì quan tâm đến hệ phái hoặc các định chế.
Họ cử hành lễ Tiệc Thánh, nhưng không chú trọng đến yếu tố thần bí như nhiều tín hữu Anh giáo khác. Ngoài ra, tín hữu Anh giáo Sydney còn có sự quan tâm đặc biệt đến trải nghiệm cá nhân trong đời sống đức tin, và sứ mạng truyền bá phúc âm, cũng như tin Kinh Thánh là sự mặc khải từ Chúa, vì vậy không sai lầm. Do đó, những người chống đối gọi họ là thuộc khuynh hướng bảo thủ.

### Giáo nghi và Giáo phẩm
Dù hầu hết các giáo đoàn Anh giáo Sydney không còn sử dụng Sách Cầu nguyện chung trong lễ thờ phượng, họ chấp nhận bản Ba mươi chín Tín điều được chép trong Sách Cầu nguyện chung là bản tuyên tín căn bản, thể hiện niềm xác tín rằng tất cả giáo huấn và truyền thống của giáo hội phải đặt dưới thẩm quyền của Kinh Thánh.
Mặc dù linh mục (priest: thầy tư tế) là chức vụ được công nhận rộng rãi trong Cộng đồng Anh giáo, Anh giáo Sydney bác bỏ chức vụ này vì cho rằng chức vụ tư tế chỉ có giá trị trong thời Cựu Ước khi trọng tâm của sự thờ phượng là nghi thức dâng tế lễ tại Đền thờ. Chức vụ tư tế đã được hoàn tất, một lần đủ cả, bởi sự chết và sự phục sinh của Chúa Giê-su. Như vậy, mục sư chỉ đơn giản là viên chức của giáo hội, được giáo hội ủy nhiệm để giảng Lời Chúa, cử hành các thánh lễ, và quản trị các giáo đoàn.

## Đặc điểm
Trong cộng đồng Cơ Đốc giáo, Anh giáo được biết đến với tính đa dạng về thần học và giáo nghi. Các cá nhân, hội đoàn, giáo xứ, giáo phận hay giáo hội quốc gia có thể chọn lựa hoặc nối kết với truyền thống và thần học Công giáo hoặc chọn hướng ngược lại, đồng hành với các nguyên tắc của cuộc Cải cách.
Một số tín hữu Anh giáo tuân giữ các nghi thức sùng kính của Giáo hội Công giáo Rôma như lần hạt cầu kinh, cầu khấn với các thánh. Một số khác đặt tin tưởng vào các sách thứ kinh (deuterocanonical) trong Kinh Thánh, mặc dù giáo lý Anh giáo dạy rằng những sách này nên được đọc trong nhà thờ vì mục đích giáo huấn đạo đức, nhưng không nên dùng cho việc lập thuyết.
Về phần mình, những tín hữu Anh giáo nhấn mạnh đến đặc tính Kháng Cách của giáo hội, tập chú vào các tiêu chí của cuộc Cải cách về sự cứu rỗi bởi ân điển của Thiên Chúa qua đức tin của tín hữu, hai thánh lễ trong Sách Phúc Âm (Báp têm và Tiệc Thánh), và Kinh Thánh chứa đựng mọi điều cần thiết cho sự cứu rỗi.
Sự phân hóa bên trong giáo hội lên đến đỉnh điểm trong thế kỷ 19 khi trường phái Công giáo Anh (Anglo-Catholic) nhấn mạnh vào khía cạnh Công giáo, và trường phái Anh giáo Phúc âm (Evangelical Anglican) tập chú vào phương diện Cải cách và chiều kích phúc âm của giáo hội. Hai nhóm này còn được gọi là "Thượng giáo hội" và "Hạ giáo hội", ngụ ý về cung cách hành lễ của mỗi nhóm trong nghi thức thờ phụng ("Thượng giáo hội" quan tâm đến tính uy nghiêm, trang trọng của nghi thức, trong khi "Hạ giáo hội" thích chọn lựa các nghi thức đơn giản, và xem nghi thức là một cách biểu trưng cho tấm lòng).

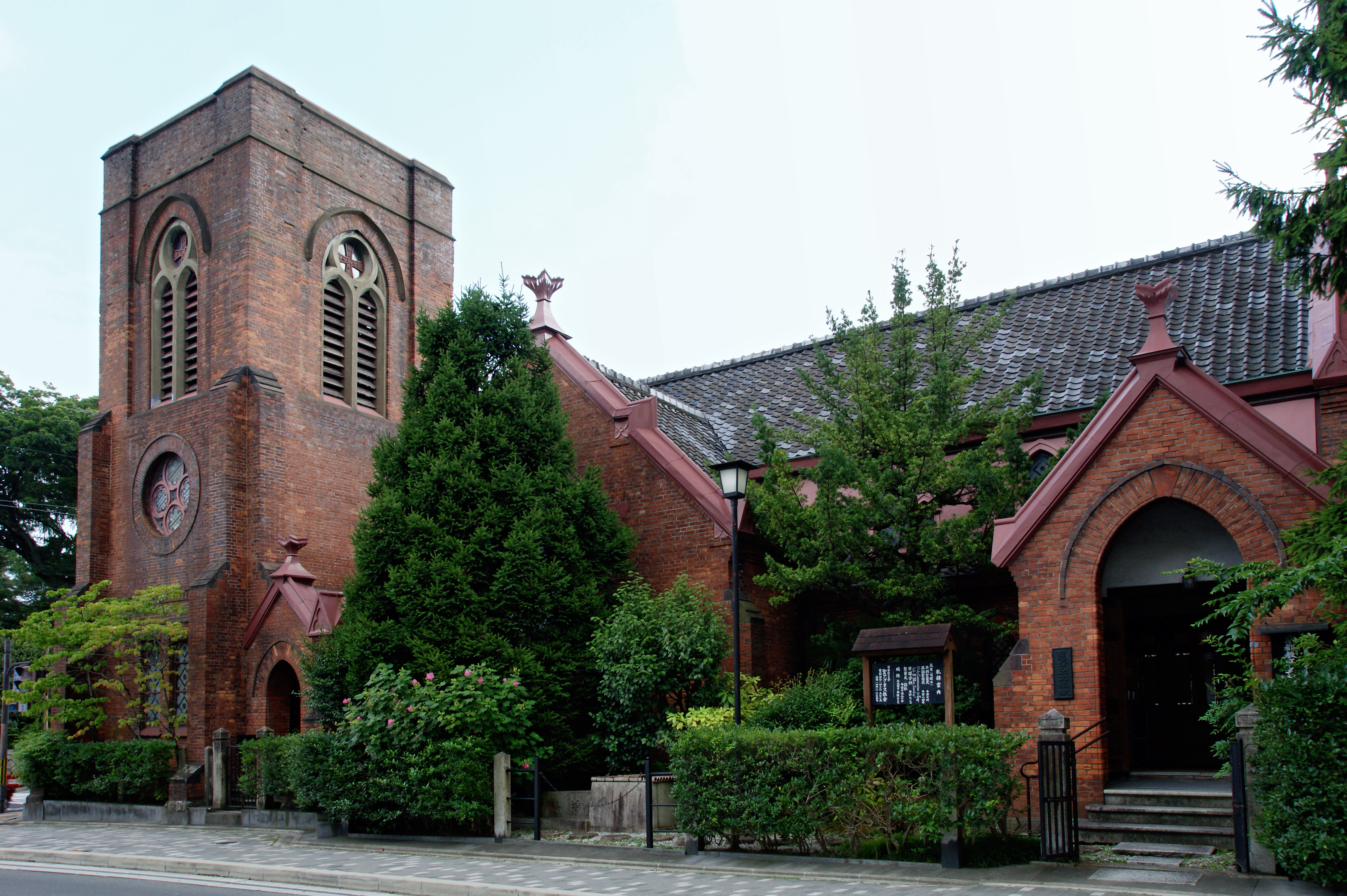
Nhà thờ Giám nhiệm St Agnes, Kyoto, Nhật Bản, xây dựng năm 1898.

Tuy nhiên, hầu hết tín hữu Anh giáo quyết định tự giữ mình để không bị lôi cuốn vào hai cực này, họ thường nhấn mạnh rằng Anh giáo, cần được hiểu theo ý nghĩa chính xác, là con đường trung dung của Cơ Đốc giáo, đi giữa Công giáo và Kháng Cách.

## Các dòng tu
Ngay sau thời kỳ phục hưng của phong trào Công giáo, là sự xuất hiện và phát triển của các dòng tu, được thành lập cho những hoạt động từ thiện. Khởi phát từ thập niên 1840 và kéo dài trong thế kỷ sau, các dòng tu có mặt tại Anh Quốc, Hoa Kỳ, Canada, Ấn Độ cũng như tại các quốc gia xa xôi khác ở Phi châu, Á châu và khu vực Thái Bình Dương.
Các tu sĩ và nữ tu dâng hiến đời mình cho Thiên Chúa theo lời thề nguyện sống nghèo khổ, trinh bạch và vâng phục, dành trọn thì giờ cho các hoạt động tôn giáo và phục vụ người nghèo.
Kể từ thập niên 1960, có sự suy giảm nghiêm trọng về số lượng và quy mô các dòng tu trên toàn thể Cộng đồng Anh giáo. Nhiều dòng tu lớn từng hoạt động tại nhiều nước nay chỉ còn lại một tu viện với một ít tu sĩ hay nữ tu già yếu. Số người xin gia nhập các dòng tu là rất ít, và một số dòng tu nay không còn hiện hữu.
Dù vậy, ngày nay vẫn còn có vài ngàn tu sĩ đang hoạt động tại khoảng 200 tu viện trên khắp thế giới.
Điều gây ngạc nhiên là sự phát triển số lượng tu sĩ và nữ tu tại những nơi như Quần đảo Solomon, Vanuatu và Papua Tân Guinea. Tại đây những tu sĩ và nữ tu thường ở độ tuổi từ 20 đến 25, trẻ hơn độ tuổi trung bình của các đồng lao của họ tại những nơi khác trên thế giới từ 40 đến 50 năm.